# مرد حشره‌ای بزرگ
مرد حشره‌ای بزرگ (انگلیسی: Big Bug Man) یک فیلم است. از بازیگران آن می‌توان به برندن فریزر اشاره کرد.